# Jutta Kirst
Jutta Kirst z domu Krautwurst (ur. 10 listopada 1954 w Dreźnie) – niemiecka lekkoatletka startująca w barwach Niemieckiej Republiki Demokratycznej, specjalistka skoku wzwyż, medalistka olimpijska z Moskwy z 1980.
Zdobyła srebrny medal w skoku wzwyż na uniwersjadzie w 1973 w Moskwie. Na halowych mistrzostwach Europy w 1978 w Mediolanie zajęła 9. miejsce. Podczas mistrzostw Europy w 1978 w Pradze była w tej konkurencji czwarta.
Swój największy sukces odniosła na igrzyskach olimpijskich w 1980 w Moskwie, gdzie zdobyła brązowy medal. Zajęła 5. miejsce w zawodach pucharu świata w 1981 w Rzymie. Na mistrzostwach Europy w 1982 w Atenach również zajęła 5. miejsce.
Jutta Kirst była mistrzynią NRD w skoku wzwyż w 1978, wicemistrzynią w 1977, 1981 i 1982, a brązową medalistką w 1975 i 1976. W hali była mistrzynią w 1978, wicemistrzynią w 1977, a brązową medalistką w 1982.
Rekord życiowy Jutty Kirst wynosił 1,97 m (ustanowiony w 10 lipca 1982 w Karl-Marx-Stadt).
W 1975 wyszła za mąż za Edgara Kirsta, skoczka wzwyż, brata Joachima Kirsta, dwukrotnego mistrza Europy w dziesięcioboju, którego żoną była Rita Kirst, także specjalistka skoku wzwyż. Po zakończeniu kariery pracowała w Dreźnie jako fizjoterapeutka.